# Joelia Fomenko
Joelia Tsjizjenko-Fomenko (Russisch:Ю́лия Чиже́нко - Фоме́нко) (Archangelsk, 30 augustus 1979) is een Russische middellangeafstandsloopster, die is gespecialiseerd in de 1500 m. Op 25 januari 2006 verbeterde ze het Europese indoorrecord op de 1000 m, dat zij tot 2017 in handen hield.

## Loopbaan

### Wereldindoorkampioene
Haar grootste prestatie leverde Fomenko in 2006 door op de wereldindoorkampioenschappen van 2006 in Moskou een gouden medaille te winnen op de 1500 m. Met een tijd van 4.04,70 eindigde ze voor haar landgenote Jelena Soboleva (zilver; 4.05,21) en de Bahreinse Maryam Jamal (brons; 4.05,53). In datzelfde jaar won ze een gouden medaille bij de Europacupwedstrijden in Málaga en een zilveren medaille op de Europese kampioenschappen in Göteborg.

### Eervolle prestaties op WK's
Op de wereldkampioenschappen van 2007 in Osaka behaalde Joelia Fomenko voor de eerste maal in haar sportcarrière de finale op een WK. Ze finishte op de 1500 m als zevende in 4.02,46. Blijkbaar had zij zelfvertrouwen ontleend aan deze ervaring, want in 2008 behoorde zij in het Spaanse Valencia op de WK indoor opnieuw tot de beste atletes van haar discipline. In een race die werd aangevoerd door Jelena Soboleva, dook zij samen met nog twee andere concurrentes op de 1500 m onder de 4-minutengrens. Terwijl Soboleva de titel voor zich opeiste in een wereldrecordtijd van 3.57,71, pakte Joelia Fomenko in 3.59,41 de zilveren plak en verwees ze de Ethiopische Gelete Burka, die een Afrikaans record liep van 3.59,75, naar de derde plaats.
Alle in dit hoofdstuk vermelde prestaties werden echter door de straf, die zij later opliep (zie hieronder), tenietgedaan.

### Schorsing
Op 31 juli 2008, ruim een week voor het begin van de Olympische Spelen in Peking, werd Fomenko uit de Russische selectie gezet vanwege het vermoeden, dat zij tijdens een dopingcontrole een ander dan haar eigen urinemonster zou hebben ingeleverd. Uit DNA-onderzoek zou dit zijn gebleken. Dit staat gelijk aan een positieve dopingcontrole. Samen met zes andere Russinnen, die van hetzelfde vergrijp worden verwacht, werd ze verwijderd uit het Russische kamp. Aansluitend hierop werd op 21 oktober 2008 bekendgemaakt, dat de Russische atletiekfederatie alle zeven atletes een schorsing van twee jaar had opgelegd.
Naderhand ontstond onenigheid tussen de Russische atletiekbond en de IAAF over het startpunt van de schorsing. De Russen wilden de schorsing met terugwerkende kracht in laten gaan op het moment van de eerste controles in april 2007. Dit hield in, dat de atletes in de zomer van 2009 weer aan wedstrijden én het WK in Berlijn mee zouden kunnen doen. De IAAF verwierp dit idee en ging ervan uit dat ze pas in 2010 weer startgerechtigd zouden zijn. 
Uiteindelijk werd Fomenko een schorsing van twee jaar en negen maanden opgelegd, te weten van 31 juli 2008 tot 30 april 2011. Verder werden al haar resultaten vanaf 26 april 2007 geschrapt.

## Titels
- Wereldindoorkampioene 1500 m - 2006
- Russisch kampioene 800 m - 2006
- Russisch kampioene 1500 m - 2005

## Persoonlijke records
Outdoor
| Onderdeel | Prestatie | Datum             | Plaats     |
| --------- | --------- | ----------------- | ---------- |
| 400 m     | 53,81 s   | 24 juni 2006      | Zjoekovski |
| 800 m     | 1.57,07   | 14 juni 2006      | Toela      |
| 1000 m    | 2.33,49   | 22 augustus 2006  | Linz       |
| 1500 m    | 3.55,68   | 8 juli 2006       | Parijs     |
| 1 mijl    | 4.24,79   | 14 september 2007 | Brussel    |
| 3000 m    | 8.59,67   | 16 september 2006 | Athene     |

Indoor
| Onderdeel | Prestatie           | Datum            | Plaats    |
| --------- | ------------------- | ---------------- | --------- |
| 800 m     | 2.02,40             | 28 januari 2006  | Glasgow   |
| 1000 m    | 2.32,16 (ex-ER)(NR) | 25 januari 2006  | Moskou    |
| 1500 m    | 4.01,26             | 18 februari 2006 | Moskou    |
| 2000 m    | 5.50,95             | 7 januari 2003   | Moskou    |
| 3000 m    | 8.53,80             | 10 februari 2005 | Wolgograd |

## Palmares

### 1500 m
- 2003: 4e Universiade - 4.12,79
- 2005:  Europacup - 4.06,76
- 2005: DSQ WK
- 2005: 6e Wereldatletiekfinale - 4.02,83
- 2006:  WK indoor - 4.04,70
- 2006:  Europacup - 4.14,39
- 2006:  EK - 3.57,61
- 2006: 5e Wereldatletiekfinale - 4.06,07
- 2007: 7e DQ WK - 4.02,46
- 2007: 8e DQ Wereldatletiekfinale - 4.08,14
- 2008:  DQ WK indoor - 3.59,41

### 3000 m
- 2006: 7e Wereldbeker - 8.59,67